# Taeromys arcuatus
Taeromys arcuatus är en däggdjursart som först beskrevs av George Henry Hamilton Tate och Richard Archbold 1935. Den ingår i släktet Taeromys och familjen råttdjur. IUCN kategoriserar arten globalt som livskraftig ("LC"). Inga underarter finns listade i Catalogue of Life. Arten finns endast i Indonesien.

## Beskrivning
Taeromys arcuatus är en stor råtta med spetsig nos och lång svans. Pälsen på ovansidan är gråbrun med fläckar i rent grått och inblandade mörka täckhår. Sidor och lår är ljusare, och bukpälsens hår är gråbruna med vita spetsar. Fötterna har delvis vitaktig päls, och även den yttre halvan av svansen är vit. Kroppslängden är omkring 20 cm från nos till svansrot, och svansen är drygt 24 cm.

## Utbredning
Arten finns endast i Indonesien, där den lever i en mindre bergsregion på Sulawesis sydöstra halvö, på en höjd mellan 1 500 och 2 000 meter över havet, och dessutom i en nationalpark på centrala Sulawesi.

## Ekologi
Artens habitat utgörs av bergsskogar, träskmarker och trädgårdar. IUCN:s bedömning har skiftat: 2008 var inte utbredningen på centrala Sulawesi känd, den upptäcktes först 2009, och arten klassificerades då under kunskapsbrist. Ännu tidigare (1996) klassificerades den som sårbar ("VU"). Numer listas arten som livskraftig ("LC"). En viss risk för habitatförlust föreligger, men IUCN bedömer den inte som särskilt hög, inte minst som delar av utbredningsområdet ligger i ett skyddat område.